# Mã Vĩ
Mã Vĩ (tiếng Trung: 马尾区, Hán Việt: Mã Vĩ khu) là một quận thuộc thành phố Phúc Châu, tỉnh Phúc Kiến, Trung Quốc. Quận này có diện tích 275 km², dân số 290,554 người (2020), mã số bưu chính 350015, quận lỵ ở đông đại lộ Giang Tân. Quận Mã Vĩ có 1 nhai đạo, 3 trấn.